# Ivica Kralj

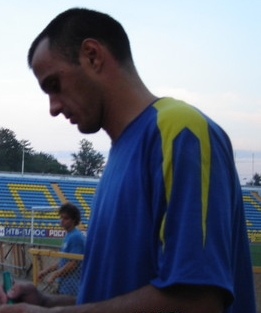
Ivica Kralj

Ivica Kralj, serbiska: Ивица Краљ, född 26 mars 1973 i Tivat, Jugoslavien, är en montenegrinsk-serbisk före detta fotbollsspelare. Mellan 1996 och 2001 spelade Kralj 41 matcher för FR Jugoslavien. Han deltog bland annat för Jugoslavien i VM 1998 i Frankrike och EM 2000 i Belgien och Nederländerna.